# 主席歷史成就獎
主席歷史成就獎由美國職業棒球大聯盟（MLB）首席執行官，即棒球委員會主席頒發，獎項授予對棒球運動產生“重大影響”的團體或個人。這不是一個年度獎項，而是由委員會主席自行決定頒發。該獎座由蒂芙尼公司設計，是一個金色的棒球，置於一個銀色的圓柱形底座上。該獎項已頒發16次：其中13次頒給球員，1次頒給球隊，2次頒給非球員。馬克·麥圭爾和山姆·索薩是第一批因參與1998年MLB全壘打記錄追蹤而獲得該獎項的人。最近的獲獎人是大谷翔平，他因為成為大聯盟歷史上第一位既作為先發投手又作為领队擊球手入選2021年全明星賽，並完成了一個作為擊球手和投手的雙向賽季而獲得了2021年的榮譽。2001年西雅圖水手隊以116勝46負的戰績獲得了該獎項，這是在艾力士·羅德里奎茲轉會德克薩斯遊騎兵隊後一年。2006年獲獎者羅伯托·克萊門特是唯一一位追贈獎項的球員，他的獎項由他的妻子維拉代表接受。
在麥圭爾和索薩獲得該獎項三年後，小卡爾·瑞普肯和湯尼·關恩，兩人在2001年賽季後退役，獲得了該獎項並在2001年MLB全明星賽上受到表彰。小卡爾·瑞普肯被選為美國聯盟全明星隊的第三壘手先發，而關恩則後來被添加為國家聯盟隊的榮譽成員。在比賽的第一局中，羅德里格斯，曾被選為短停的先發球員，這是里普肯大多數職業生涯中的位置，為了致敬而和里普肯交換了位置。包括在球季結束後頒發給水手隊的獎項，在2001年賽季中總共頒發了三個獎項，是單一年度頒發最多的。
貝瑞·邦茲在2002年獲得了該獎項，成為第三位因打破單季全壘打紀錄而受到表彰的球員。邦茲是當季獲得該獎項的兩位球員之一，另一位是里基·亨德森。自2004年起，該獎項每年都有頒發，羅傑·克萊門斯在2004年全明星賽上受到表彰，而鈴木一朗則因打破單季安打紀錄而於2005年獲得該獎項。2007年，瑞秋·羅賓森因成立傑基·羅賓森基金會而受到表彰，成為首位獲得該獎項的女性和非球員。2014年，文·史考利成為第二位獲得該獎項的非球員。